# Syberia
Syberia (дословно — «Сибе́рия» или «Сиби́рия», в официальной русской локализации игра получила название «Сиби́рь») — приключенческая компьютерная игра, созданная бельгийским автором Бенуа Сокалем и изданная компанией Microïds в 2002 году. Версия для Nintendo Switch вышла 20 октября 2017 года.
Игра получила высокую оценку критиков за графическую составляющую и сюжет. Успех игры подтолкнул авторов к созданию продолжений — Syberia II (2004), Syberia III (2017) и Syberia: The World Before (2022).

## Игровой процесс
Syberia представляет собой point-and-click квест. Геймплей заключается в перемещении между локациями, поиске активных точек на экране и решении головоломок. Управление осуществляется при помощи мыши. При наведении на активную точку курсор меняет форму в зависимости от того, что может сделать Кейт: перейти на другую локацию, взять предмет, поговорить с персонажем и др.
В отличие от большинства игр этого жанра, инвентарь разделен на две части: в одной хранятся предметы, в другой — документы (которые в некоторых случаях приходится использовать как предметы). Также в инвентаре постоянно присутствует телефон Кейт, по которому с ней регулярно связываются её начальник, мама, подруга Оливия, а также жених Дэн. Некоторые головоломки связаны с использованием телефона.

## Сюжет

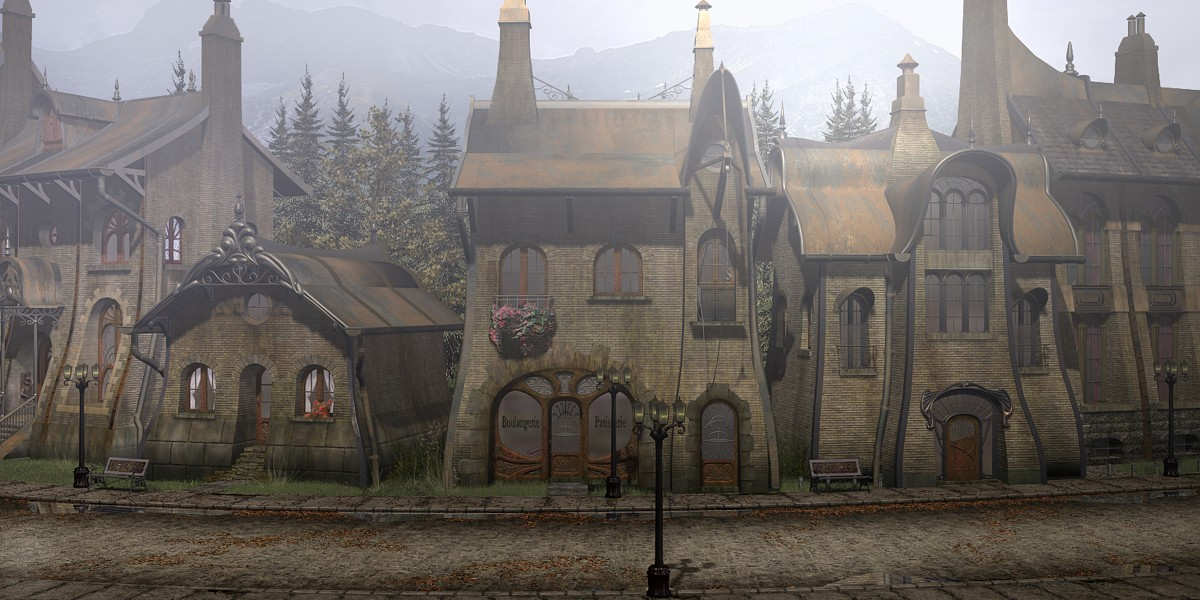
Валадилена

В апреле 2002 года молодая нью-йоркская юристка Кейт Уолкер прибывает в небольшой городок Валадилена, находящийся во французской части Альп, чтобы подписать договор о покупке некогда знаменитой древней фабрики механических игрушек и робототехники семьи Форальбергов (старинного рода мастеров-механиков), которая в XXI веке оказалась на грани банкротства из-за снижения спроса, связанного с распространением электронных игрушек. Однако, приехав во Валадилену, Кейт попадает прямо на похороны последней владелицы фабрики, Анны Форальберг. Местный нотариус, мэтр Альфольтер, в то же время сообщает ей, что сделка о продаже не может состояться, потому что у Анны имеется наследник — младший брат Ганс, который считался погибшим в горах ещё в 1938 году, но накануне смерти Анна написала письмо нотариусу, из которого выясняется, что Ганс всё ещё жив.
Пытаясь понять, куда мог отправиться Ганс, Кейт выясняет, что он был не совсем обычным человеком. В далёком детстве он получил травму головного мозга, когда сорвался со скалы в пещере, пытаясь достать старинную фигурку мамонта с наездником. Ганс выжил, но сильно отставал в умственном и физическом развитии. Однако, будучи чрезвычайно замкнутым, нелюдимым, потеряв способность к чтению, Ганс стал гениальным изобретателем. По сути, все игрушки, которые приносили фабрике мировую известность, были его изобретениями. Кроме техники, Ганса интересовала лишь одна тема — мамонты, — что в конечном итоге привело к ссоре с отцом, Рудольфом, который рассчитывал, что Ганс продолжит семейное дело. Ганс уехал из города, отправившись путешествовать по Европе на восток, в то время как Рудольф отрёкся от сына и организовал ему фиктивные похороны. Через год Рудольф Форальберг умер и Анна была вынуждена взять на себя управление фабрикой. Всё это время она продолжала поддерживать связь с Гансом. Последнее письмо Ганса к Анне было отправлено из какой-то Сибирии.
Среди документации фабрики Кейт находит проект механического пассажирского поезда. Этот самый поезд Кейт обнаруживает на вокзале, находящемся на территории фабрики. Поезд должен был доставить Анну Форальберг к Гансу, но Анна умерла, так и не успев воспользоваться им. По этой же причине Анна не успела закончить сборку Оскара — машиниста-автоматона, также спроектированного Гансом, и сделать это приходится Кейт. Поскольку место пассажира поезда после смерти Анны вакантно, то Кейт решает отправиться на поиски Ганса, полагая, что поезд привезёт её к нему. Заведя при помощи особой установки пружины поезда и уладив необходимые формальности, Кейт отправляется в далёкое путешествие.

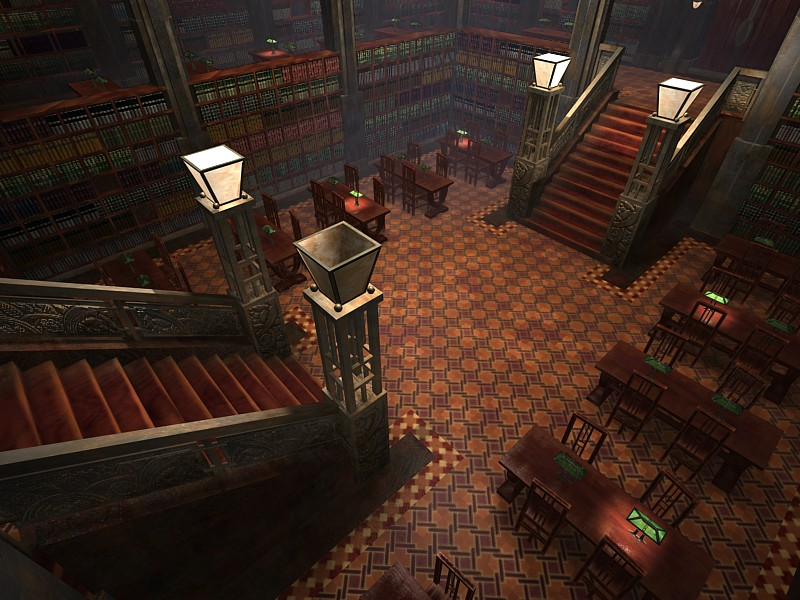
Библиотека в Баррокштадте

На следующий день после отъезда завод пружин в поезде заканчивается и он останавливается на станции университетского городка Баррокштадт, едва не дотянув до заводного устройства. Пытаясь решить возникшую проблему, Кейт узнаёт, что Ганс когда-то жил в Баррокштадском университете и посещал занятия по палеонтологии. Кейт также знакомится с Корнелиусом Понсом — престарелым профессором палеонтологии, хорошо запомнившим Ганса. Понс рассказывает ей о том, что Сибирия, откуда Анна получила последнее письмо от брата, — это расположенный на Дальнем Востоке труднодоступный мифический остров, на котором, согласно легенде, всё ещё обитают мамонты. Ганс Форальберг безоговорочно верил в эту легенду. Когда Кейт показывает профессору ту самую фигурку мамонта, из-за которой Ганс когда-то получил травму, он, вдохновлённый открытием, экспромтом читает в главной аудитории университета лекцию о племени юколов — северном народе, чей быт был тесно связан с мамонтами. Наконец Кейт удаётся завести поезд, но, прежде чем покинуть Баррокштадт, ей приходится преодолеть огромную массивную стену с воротами, также сооружёнными Гансом и ставшими его последней работой для университета.
Следующей остановкой оказывается шахтёрский городок Комсомольск, находящийся где-то на территории бывшего СССР. Некогда Комсомольск являлся одним из центров тяжёлой промышленности, однако ныне практически заброшен. Как выясняет Кейт из найденного звукового валика с посланием Анны, Ганс работал на Комсомольской фабрике в 1940—1980-х годах. Пока Кейт заводит поезд, сумасшедший директор заброшенной металлургической фабрики Сергей Бородин крадёт руки Оскара. Кейт пробирается внутрь фабрики, находит директора и требует вернуть руки автомата, но Бородин отказывается. Выясняется, что директор помешан на любви к некогда знаменитой оперной певице Елене Романской, которая много лет назад приезжала на фабрику и давала концерт. После закрытия фабрики Бородин превратил трубы, по которым когда-то тёк расплавленный металл, в огромный орган. Орган механизирован — на нём играет автомат-органист (для которого Бородину и понадобились руки Оскара). Директор надеется, что когда-нибудь на фабрику вновь приедет Елена Романская и споёт под аккомпанемент этого органа. По совпадению, мать Кейт встречается с русским певцом Фрэнком Малковичем, который некогда знал Романскую. Кейт по телефону выясняет у Фрэнка, что Романская живёт в курортном городе Аралабад, после чего она договаривается с Бородиным, что привезёт на фабрику Романскую, а после её концерта тот вернёт руки Оскара.

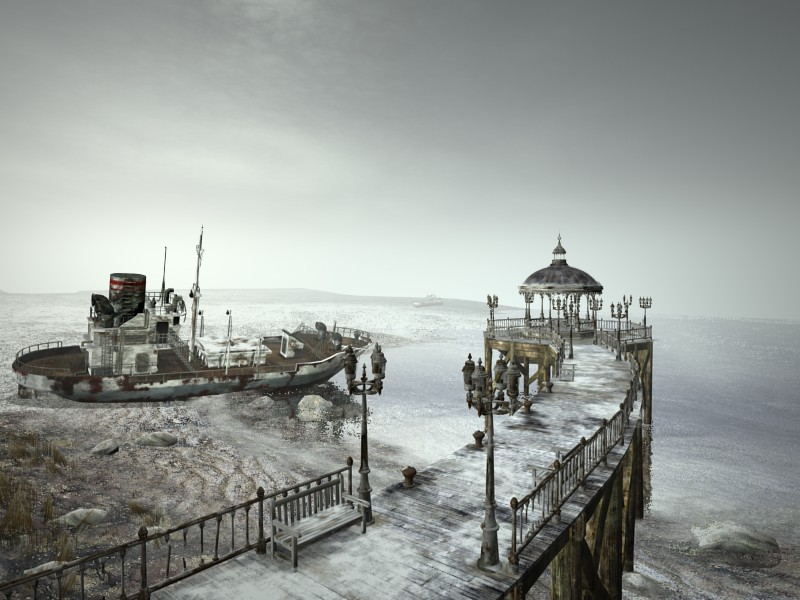
Пляж в Аралабаде

Бородин отправляет Кейт на монорельсе на заброшенный космодром, который охраняет бывший космонавт-испытатель, а ныне алкоголик, полковник Борис Шаров. Выясняется, что в своё время на космодроме проходили испытания сконструированной Гансом механической ракетной пусковой установки. Однако, узнав, что советское правительство хочет использовать его ракету как средство доставки ядерных боеголовок, Ганс бежал, не успев провести испытания ракеты. Космодром впоследствии был закрыт — практически всё оборудование было вывезено, а Шарова оставили сторожить остатки комплекса. Шаров рассказывает, что до Аралабада можно добраться на имеющемся на космодроме автоматизированном дирижабле, и соглашается объяснить Кейт, как его запустить, но при условии, что Кейт выполнит его мечту — отправит его в космос на установке Ганса. Кейт удаётся активировать ракетную установку, и Шаров выполняет своё обещание.
Аралабад оказывается курортом, некогда считавшийся престижным, но теперь находящийся в запустении, а местный, когда-то шикарный, дом отдыха превратился в заштатную гостиницу. Романская живёт в этой полупустой гостинице много лет, и Кейт довольно легко удаётся убедить её выступить с концертом в Комсомольске. Но после концерта Романской выясняется, что Бородин не желает ни отпускать певицу обратно, ни отдавать Кейт руки Оскара. Девушка спасает Романскую, забирает руки Оскара, взрывает рельсовый кран, стоящий на пути, и уезжает на поезде в Аралабад. В Аралабаде выясняется, что во время их отсутствия в гостинице объявился Ганс Форальберг. Он подписывает договор о продаже, а заодно предлагает Кейт отправиться с ним на поезде дальше на поиски Сибирии. После некоторого колебания Кейт решает не возвращаться в Нью-Йорк, где ей предстоит работать на хамоватого и подлого начальника и выяснять отношения с занудным и бесхарактерным бойфрендом, который, к тому же, во время командировки Кейт уже успел изменить ей с её подругой. В финальном ролике Кейт на ходу успевает в последний момент заскочить в поезд, который затем скрывается за завесой падающего снега.

## История создания
Игра была анонсирована 14 декабря 2001 года.
В январе 2002 года появились первые подробности, в частности завязка сюжета. В качестве даты релиза был указан май того же года.
В начале апреля 2002 года был запущен официальный сайт игры.
О работе над сценарием игры Бенуа Сокаль рассказывал следующее:
Практически всё, начиная от истории моей семьи и заканчивая новостями по телевизору и статьями из газет, которые я читал, служило источником вдохновения для меня. Например, я смотрел передачу по TV о мамонтах, и о том, как они исчезли тысячи лет назад, и начал изучать этот вопрос… На самом деле, я провёл некоторые исследования, которые длились около года, чтобы создать сюжет и придумать персонажей для Syberia…
Коллеги подтверждали историю разработки концепции дилогии:
Наблюдая на французском образовательном телеканале программу о мамонтах, Сокаль твёрдо решил построить свою историю вокруг них. После чего запустилась настоящая создательская машина! Идеи персонажей, ландшафтов, строений и машин ложились на бумагу. Новые книжки одна за другой появлялись на полке: о мамонтах, об автоматонах, о России и древних сибирских племенах...

## Локализации и их особенности
Игра была выпущена параллельно на английском и французском языках.
В России, на территории других стран СНГ и Балтии игра издавалась компанией 1С под названием «Сибирь». Это название является не вполне корректным переводом оригинального названия — «Syberia» — так как в названии игры имелся в виду не регион Сибирь, а мифический остров Сибирия, где живут мамонты. Разработчики вдохновлялись реальным островом Врангеля — расположенным в Сибири, который был последним местом обитания шерстистых мамонтов, локация по мотивам острова вошла во вторую часть игры. Локализация игры выполнена компанией «Логрус» (известна, как официальный переводчик продуктов Microïds на русский язык). В озвучивании приняли участие актёры: Лада Мошарова (Кейт Уолкер), Надежда Подъямпольская (Момо), Александр Быков (Оскар, Дэн), Дмитрий Назаров (хозяин гостиницы, ректор Баррокштадтского университета, капитан Малатеста, Борис Шаров), Александр Котов (Марсон, начальник станции, ректор университета, Джеймс, Ганс Форальберг), Алексей Колган (нотариус Альфольтер, Сергей Бородин, профессор Корнелиус Понс, Феликс Сметана), Иван Литвинов, Наталия Литвинова (мать Кейт, шаман племени юколов), Нина Лунёва, Юрий Науменко.
Особенности локализации: в отличие от английской версии отсутствует лицевая анимация при диалогах и Валадилена перенесена из Французских Альп в Швейцарские. Известные технические погрешности: не озвучены несколько фраз в Баррокштадте, в одной части лекции профессора Понса сильно занижен уровень громкости голоса, в некоторых местах отсутствуют необходимые эффекты искажения голоса при разговоре по телефону (профессор Понс) и другим радиоприборам. В неофициальном патче 2012 года эти погрешности были исправлены, подключена лицевая анимация, исправлены некоторые документы для большего соответствия оригиналу (например, рекламная брошюра в гостинице). Также в соответствие оригиналу приведён шрифт в блокноте Кейт и Валадилена возвращена обратно во Французские Альпы (правда, при этом была вырезана целая фраза из диалога Понса и Кейт, где упоминались швейцарские Альпы, что не самым лучшим образом повлияло на логическую стройность диалога). В 2015 году тем же источником был выпущен русификатор для английской версии игры (который можно использовать и как патч для официальной версии от «Логруса») — там фразу профессора вернули обратно, купировав только одно слово «швейцарских». И ещё была добавлена поддержка буквы «ё» в субтитрах.
Известны пиратская локализация от лже-«Фаргуса» (переведены субтитры и документы) и официальная от «Руссобит-М» (полный перевод с озвучкой) для DVD-плееров. В последней из-за особенностей платформы, правда, отсутствует более половины диалогов, некоторые второстепенные документы (например, газета на лавочке у дома нотариуса) и некоторые не нужные для прохождения локации (типа бокового коридора в гостинице или пруда со статуей в саду за домом Форальбергов).
В данной статье имена собственные приведены в соответствии с официальной русификацией от компании «Логрус» (в скобках указан оригинал имени).
Консольные версии (PlayStation 2 и Xbox) не имеют официальной локализации.
11 февраля 2015 года игра была издана для iOS компанией «Бука» (использовалась официальная локализация от «Логрус»).

## Отзывы и рецензии
| Сводный рейтинг       | Сводный рейтинг       | Сводный рейтинг       | Сводный рейтинг | Сводный рейтинг       |
| Издание               | Оценка                | Оценка                | Оценка          | Оценка                |
| Издание               | DS                    | PC                    | PS2             | Xbox                  |
| --------------------- | --------------------- | --------------------- | --------------- | --------------------- |
| GameRankings          | 49,44 %               | 82,38 %               | 50,00 %         | 73,29 %               |
| Metacritic            | 52 / 100 (10 обзоров) | 82 / 100 (27 обзоров) |                 | 72 / 100 (17 обзоров) |
| Иноязычные издания    |                       |                       |                 |                       |
| Издание               | Оценка                | Оценка                | Оценка          | Оценка                |
| Издание               | DS                    | PC                    | PS2             | Xbox                  |
| 1UP.com               | C-                    |                       |                 |                       |
| AllGame               | [ 19 ]                | [ 20 ]                |                 | [ 21 ]                |
| Eurogamer             |                       |                       | 5 / 10          |                       |
| GameRevolution        |                       | B                     |                 |                       |
| GameSpot              | 3,5 / 10              | 9,1 / 10              |                 | 8,1 / 10              |
| GameSpy               |                       | [ 27 ]                |                 | [ 28 ]                |
| IGN                   | 4,4 / 10              | 7,1 / 10              |                 | 6,1 / 10              |
| XboxAddict            |                       |                       |                 | 79,3 %                |
| GameStats             | 5,2 / 10              | 8,2 / 10              |                 | 7,4 / 10              |
| Русскоязычные издания |                       |                       |                 |                       |
| Издание               | Оценка                | Оценка                | Оценка          | Оценка                |
| Издание               | DS                    | PC                    | PS2             | Xbox                  |
| Absolute Games        |                       | 99 %                  |                 |                       |
| «Домашний ПК»         |                       | [ 37 ]                |                 |                       |
| «Игромания»           |                       | 9 / 10                |                 |                       |
| «Страна игр»          |                       | 7 / 10                | 7 / 10          | 7 / 10                |

Обозреватель от сайта IGN Стейси Краузе (Staci Krause) поставила игре 7,1 балла из 10. Лучшим, что есть в игре, она назвала Оскара. Также к достоинствам были отнесены графика, музыка и звук, а к недостаткам — головоломки, «раздражающие» персонажи и «действительно плохая» концовка. Итог гласил:

Syberia — это обязательная покупка для тех, кого волнует внешняя привлекательность и не заботит глубина сюжета, но серьёзные поклонники приключенческих игр, ищущие в головоломках новых захватывающих ощущений, пройдут мимо.
Оригинальный текст (англ.)Syberia is a must-buy for anyone who loves eye candy and doesn't care about an immersive story, but for hard-core adventure gamers seeking the latest in puzzling thrills, this is a pass.

Игра победила в номинации «Лучший квест/adventure» (2002) журнала «Игромания», который назвал её не менее ярким явлением, чем Myst.

## Публикации
Обзоры игры
- Волков Н. Американка в стране автоматов // «Компьютерра Online», 30 октября 2002.
- Иванов К. Syberia: Запад-Восток // 3D-News, 25.07.2002.
- Nomad. Syberia // «Absolute games», 03.07.2002.
- Птица А. Syberia // itc.ua, 4 сентября 2002.
- Синюхин Н. Syberia: Обзор //GameGuru, 25 марта 2008.

Интервью
- Интервью Бенуа Сокаля c Робертом Фризом (JustAdventure), 2002 // Questzone.Ru
- Интервью с Бенуа Сокалем (Benoit Sokal) — лидером команды разработчиков // 7wolf.Ru
- Syberia II: Интервью с командой разработчиков (Microïds, 2003) // Questzone.Ru